# Шорников, Евгений Иванович
Евге́ний Ива́нович Шо́рников (1940—2016) — советский, российский зоолог и карцинолог, специалист по морским, пресноводным, современным и ископаемым остракодам.

## Биография
Родился 14 августа 1940 года в г. Минске в семье военнослужащего. В 1957 году поступил на ветеринарный факультет Донского сельскохозяйственного института в г. Новочеркасск
Ещё в студенческие годы по предложению Ф. Д. Мордухай-Болтовского Е. И. Шорников взялся за подготовку определителя остракод Чёрного и Азовского морей, опубликованного в 1969 году. Окончив институт в 1962 году Е. И. Шорников. был оставлен в аспирантуре при кафедре зоологии с основами дарвинизма. В 1966 году он защитил кандидатскую диссертацию на тему «Остракоды Чёрного и Азовского морей». С апреля по декабрь 1966 года работал заведующим Аквариумом в Институте биологии южных морей в г. Севастополь. C января 1967 года — научный сотрудник Отдела биологии моря при ДВФ СО АН СССР (в дальнейшем — Институт биологии моря ДВО РАН). В 1989 году защищает докторскую диссертацию «Остракоды сем. Bythocyteridae: сравнительная морфология, пути морфологической эволюции, систематика». Скончался 17 августа 2016 года.

## Научная деятельность
Автор и соавтор более 150 научных работ, в том числе 4 монографий по ископаемым (от девона до голоцена) и современным морским, пресноводным и наземным остракодам (от Арктики до Антарктики). Описал более 400 новых видов остракод и несколько десятков новых родов, открыл новое семейство супралиторальных остракод — Terrestricytheridae Schornikov, 1969, а также остракод-симбионтов амфипод, морских ежей и офиур. Уделял большое внимание эволюционной морфологии и филогении морских остракод (прежде всего — семейству Bythocytheridae). Занимался вопросами формирования фауны остракод Понто-Каспийского бассейна и реликтовых озёр Азии. В последние годы опубликовал работы по использованию морских, пресноводных и подземных остракод в качестве биоиндикаторов для организации долговременного мониторинга.

## Труды
- Шорников Е. И. Подкласс остракоды, или ракушковые раки, — Ostracoda Latreille, 1816. В кн. Определитель фауны Чёрного и Азовского морей. Т.2. Ракообразные. Киев: Наукова Думка. 1969. С. 163—260.
- Шорников Е. И. Новое семейство ракушковых рачков (Ostracoda) из супралиторали Курильских островов // Зоол. журн. 1969. Т. 48, вып. 4. С. 495—498.
- Шорников Е. И. Остракоды Аральского моря // Зоол. журн. 1973. Т. 52, вып. 9. С. 1304—1314.
- Шорников Е. И. Остракоды Bythocytheridae дальневосточных морей. М., 1981. 200 с.
- Шорников Е. И., Зенина М. А. Фауна донных остракод Карского, Лаптевых и Восточно-Сибирского морей (по материалам экспедиций ТОИ ДВО РАН) // Морские исследования ДВО РАН в Арктике: тр. Аркт. регион. центра. Т. 4. Владивосток: Дальнаука, 2006. С. 156—211.

- Шорников Е. И., Зенина М. А. Остракоды как индикаторы состояния и динамики водных экосистем (на примере залива Петра Великого Японского моря). Владивосток. 2014. 334 с.
- Шорников Е. И., Михайлова Е. Д. Остракоды Bythocytheridae раннего этапа развития. М. 1990. 278 с.

## Некоторые надвидовые таксоны, описанные Е. И. Шорниковым
- Семейство Cobanocytheridae Schornikov, 1975
- Семейство Terrestricytheridae Schornikov, 1969
- Подсемейство Callistocypridinae Schornikov, 1980
- Подсемейство Kirkbyellininae Schornikov & Mikhailova, 1990
- Подсемейство Loxocaudinae Schornikov, 2011
- Род Abyssocythereis Schornikov, 1975
- Род Acetabulastoma Schornikov, 1970
- Род Angulicytherura Schornikov & Dolgov, 1995
- Род Antella Schornikov & Mikhailova, 1990
- Род Asperobythere Schornikov & Mikhailova, 1990
- Род Bicornucythere Schornikov & Shaytarov, 1979
- Род Boreostoma Schornikov, 1993
- Род Bradystoma Schornikov & Keyser, 2004
- Род Brunneostoma Schornikov, 1993
- Род Bythonavicula Schornikov & Mikhailova, 1990
- Род Calcarellites Schornikov & Mikhailova, 1990
- Род Calcarostoma Schornikov & Keyser, 2004
- Род Callistocypris Schornikov, 1980
- Род Convexochilus Schornikov, 1982
- Род Corniferacia Schornikov & Mikhailova, 1990
- Род Costoalacia Schornikov & Mikhailova, 1990
- Род Dentibythere Schornikov, 1982
- Род Dentoceratina Schornikov, 1990
- Род Echinophilus Schornikov, 1973
- Род Echinositus Schornikov, 1973
- Род Flabellicytherois Schornikov, 1993
- Род Kozurocythere Schornikov, 1990
- Род Kurilocythere Schornikov, 1981
- Род Lanceostoma Schornikov & Keyser, 2004
- Род Levocytherura Schornikov, 1969
- Род Loxocauda Schornikov, 1969
- Род Montocythere Schornikov, 1990
- Род Orientobythere Schornikov, 1981
- Род Oviferochilus Schornikov, 1981
- Род Pteropseudocythere Schornikov, 1982
- Род Retibythere Schornikov, 1981
- Род Striatojonesia Schornikov, 1990
- Род Terrestricythere Schornikov, 1969
- Род Trapezicandona Schornikov, 1969
- Род Velibythere Schornikov, 1982
- Род Vitjasiella Schornikov, 1976

## Некоторые виды, названные в честь Е. И. Шорникова
- Ammonicera shornikovi Chernyshev, 2003
- Bythocythere eugeneschornikovi Yasuhara, Okahashi & Cronin, 2009
- Caaporacandona shornikovi  Pinto, Rocha & Martens,2005
- Cythere schornikovi Tsukagoshi & Ikeya, 1987
- Nealocythere schornikovi Hartmann, 1986
- Paradoxostoma schornikovi Yassini & Jones, 1995
- Pseudopolycope shornikovi Chavtur, 1984
- Pycnophyes schornikovi Adrianov, 1999
- Sclerochilus schornikovi Athersuch & Horne, 1987
- Schornikovoecia eugenyi Chavtur & Bashmanov, 2018